# Victòria de Baden
Victòria de Baden, reina de Suècia (Karlsruhe 1862 - Estocolm 1930) va ser reina consort de Suècia a través del seu matrimoni amb el rei Gustau V de Suècia.
Filla del gran duc Frederic I de Baden i de la princesa Lluïsa de Prússia nasqué al Palau gran ducal de Karlsruhe el dia 7 d'agost de 1862. La princesa era neta per part de mare del kàiser Guillem I de Prússia i de la princesa Augusta de Saxònia-Weimar-Eisenach mentre que per part de pare ho era del gran duc Leopold I de Baden i de la princesa Sofia de Suècia.
El 20 de setembre de 1887 es casà amb el príncep hereu i després rei Gustau V de Suècia. La parella s'instal·là al palau reial d'Estocolm i tingueren tres fills:
- SM el rei Gustau VI Adolf de Suècia nat el 1882 i mort el 1973 a Estocolm. Es casa en primeres núpcies amb la princesa Margarida del Regne Unit i en segones núpcies amb lady Lluïsa Mountbatten.

- SAR el príncep Guillem de Suècia nat el 1884 i mort el 1965 a Estocolm. Es casà el 1914 amb la gran duquessa Maria de Rússia.

- SAR el príncep Eric de Suècia nat el 1889 i mort el 1918 a Estocolm. Epilèptic des del seu naixement morí d'aquesta malaltia el 1918.

Reina des de 1907 fins a la seva mort el 1930. La princesa exercí una important influència sobre les decisions polítiques preses pel seu espòs, concretament, se l'ha acusat d'haver intervingut en favor dels interessos alemanys durant la Primera Guerra Mundial, d'aquesta forma s'explicaria la no-intervenció del país durant el conflicte.